# Quyền LGBT ở Malaysia

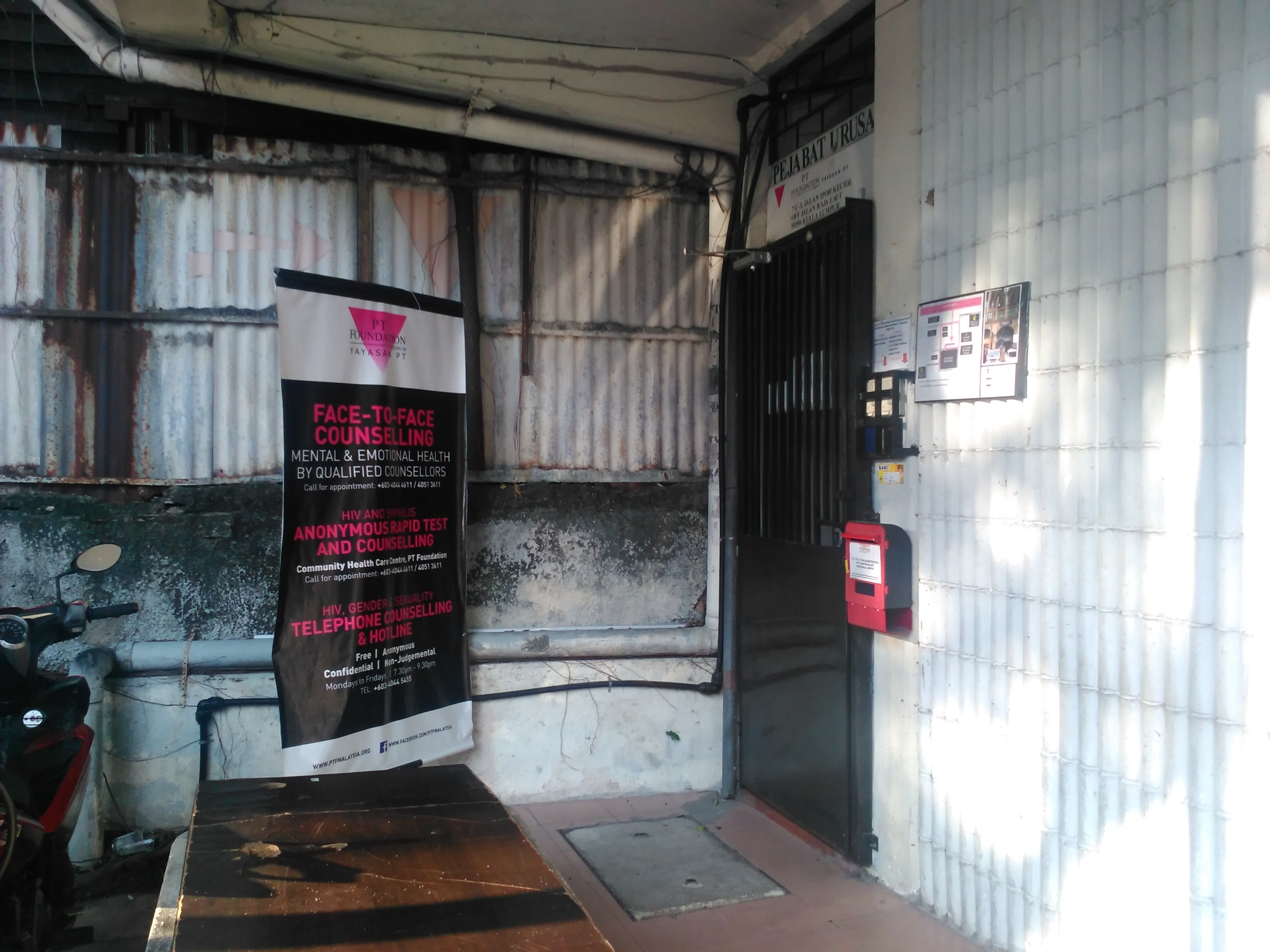
Quỹ PT, một trung tâm LGBT ở Malaysia

Quyền đồng tính nữ, đồng tính nam, song tính và chuyển giới (tiếng Malay: lesbian, gay, biseksual, dan transeksual) ở Malaysia phải đối mặt với những thách thức pháp lý mà những người không phải LGBT không gặp phải. Kê gian là một tội ác ở nước này, theo luật Đế quốc Anh thời kỳ thuộc địa. Thái độ xã hội đối với cộng đồng LGBT cũng là được định hình bởi Hồi giáo, tôn giáo chính thức ở Malaysia.
Tổ chức Theo dõi Nhân quyền tuyên bố rằng "Sự phân biệt đối xử với người đồng tính nữ, đồng tính nam, song tính và chuyển giới là phổ biến ở Malaysia."

## Bảng tóm tắt
| Hoạt động tình dục đồng giới hợp pháp                                                                                       | Bất hợp pháp (20 năm tù, tấn công cảnh giác, hành quyết cảnh giác, trục xuất, phạt tiền và đánh đòn như hình phạt) |
| Độ tuổi đồng ý | No |
| Luật chống phân biệt đối xử trong việc làm                                                                                  | No |
| Luật chống phân biệt đối xử trong việc cung cấp hàng hóa và dịch vụ                                                         | No |
| Luật chống phân biệt đối xử trong tất cả các lĩnh vực khác (bao gồm phân biệt đối xử gián tiếp, ngôn từ kích động thù địch) | No |
| Hôn nhân đồng giới | No |
| Công nhận các cặp đồng giới                                                                                                 | No |
| Con nuôi của các cặp vợ chồng đồng giới                                                                                     | No |
| Con nuôi chung của các cặp đồng giới                                                                                        | No |
| Người LGBT được phép phục vụ trong quân đội                                                                                 | No |
| Quyền thay đổi giới tính hợp pháp                                                                                           | No |
| Truy cập IVF cho đồng tính nữ                                                                                               | No |
| Mang thai hộ thương mại cho các cặp đồng tính nam                                                                           | (Bất hợp pháp cho tất cả các cặp vợ chồng bất kể xu hướng tình dục)                                                |
| NQHN được phép hiến máu | No |